# Praxe (Messer)

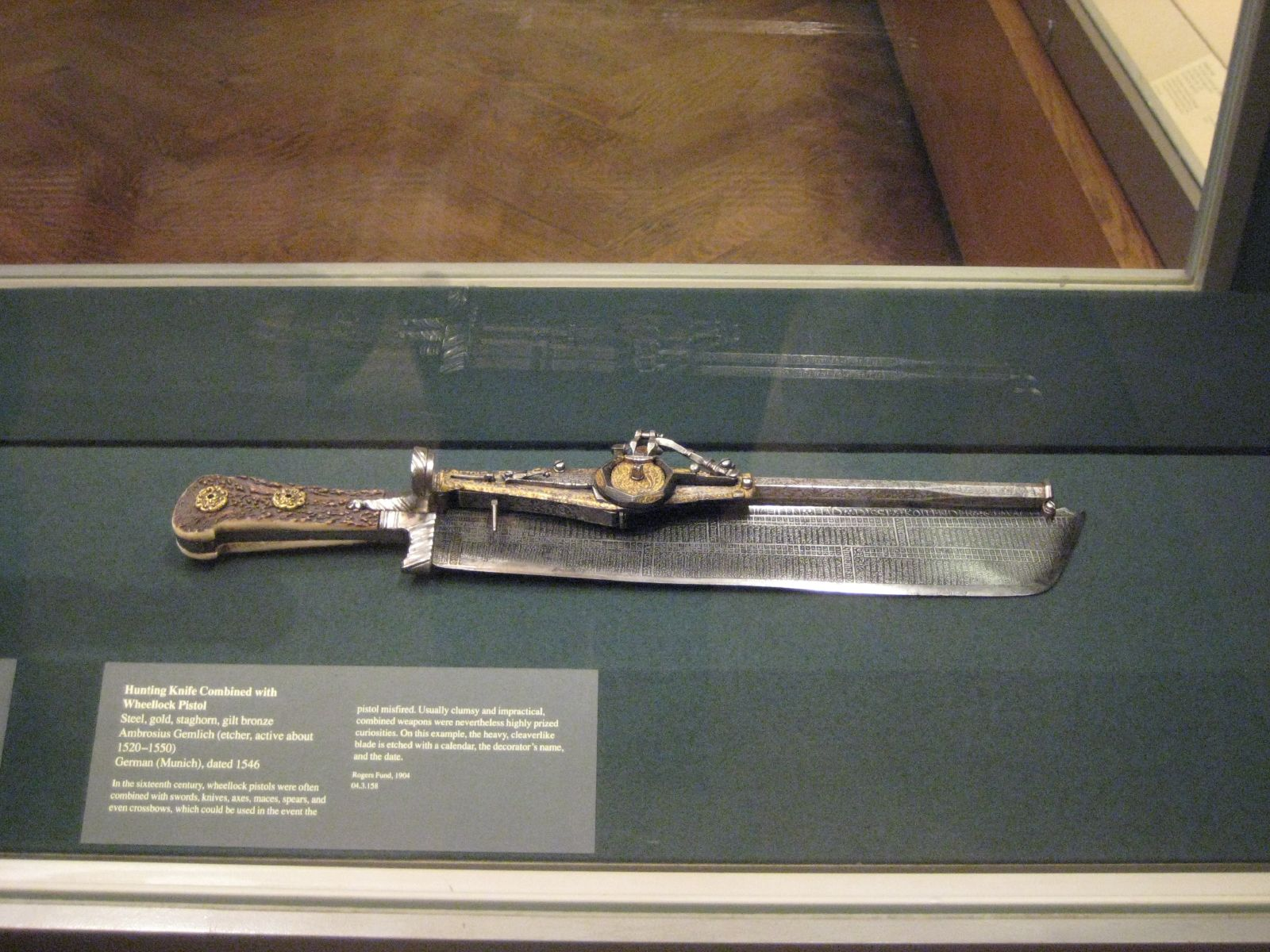
Praxe mit Radschlosspistole

Die Praxe ist ein  historisches Werkzeug zur Laubschneitelung und zum Zerwirken von Wild im Jagdgebrauch.

## Beschreibung
Die Praxe ist ein großes und breites Haumesser ähnlich der Hippe, Klingenlänge bis 40 cm und Klingenhöhe bis 10 cm, das Jäger zum Zerteilen großer Fleischstücke und beim Verzehr des Fleisches zum Vorlegen verwendet haben. Die Praxe verfügt über keine Spitze an der Klinge, ist also ein reines Schneidwerkzeug. Vielfach wurde die Praxe auch als Standhauer verwendet.